# HtoL＃NiQ: The Firefly Diary
htoL#NiQ: The Firefly Diary, stilisierte Schreibweise für den japanischen Originaltitel Hotaru no Nikki (ホタルノニッキ ‚Das Glühwürmchen-Tagebuch‘), ist ein Adventure-Spiel des japanischen Entwicklers und Publishers Nippon Ichi Software. Es erschien 2014 zunächst in Japan für PlayStation Vita, später auch auf dem westlichen Markt und zusätzlich für Microsoft Windows.

## Spielbeschreibung
Das Spieldesign ist sehr minimalistisch gehandelt und verzichtet weitgehend auf Sprache, Text und ein sichtbares Benutzerinterface. Die Erzählung wird weitgehend durch Grafiken und Animationen transportiert und beginnt am 31. Dezember des Jahres 9999, wenn das kleine Mädchen Mion ohne jegliche Erinnerung in den Ruinen einer vollkommen zerstörten Welt erwacht. Sie begegnet zwei Glühwürmchen namens Lumen (lat. für „Licht“) und Umbra (lat. für „Schatten“), mit deren Hilfe sie die Welt erkundet. Der Spieler beeinflusst das Spielgeschehen über die Steuerung der beiden Glühwürmchen. Während Lumen Mion den Weg weist und ihr andeutet, mit welchen Gegenständen sie interagieren soll, kann Umbra in einer parallelen Schattenwelt die Realwelt beeinflussen. Der Wechsel zwischen den Welten und die Kombination dieser Möglichkeiten bilden den Kern der Rätsel-Spielmechanik. Erschwerend hinzu kommt in einigen Situation Zeitdruck, bspw. in Form von gegnerischen Kreaturen, die die wehrlose Mion töten können. htoL#NiQ nutzt auf PlayStation Vita für die Steuerung je eines der beiden Glühwürmchen sowohl den Touchscreen (für Lumen) als auch das rückwärtige Touchpad (für Umbra). Alternativ können auch Analogsticks genutzt werden. Im Verlauf der Handlung kommen immer neue Erkenntnisse über Mions Vergangenheit ans Licht.

## Veröffentlichung
htoL#NiQ erschien in Japan im Juni 2014 für PlayStation Vita und wurde im Folgemonat auch für westliche Märkte angekündigt. Für die physische Version von Yomawari: Night Alone 2016 auf PlayStation Vita wurde htoL#NiQ: The Firefly Diary als Zugabe auf dem Datenträger beigefügt. Ebenfalls 2016 folgte der Windows-Release. 2020 erschien das Spiel für iOS- und Android-Geräte.

## Rezeption
Das Spiel erhielt mehrheitlich gemischte Kritiken.

„Grafisch ist htoL#NiQ ein Spiel zum Verlieben […] Doch leider hält das Spieldesign nicht mit: Einerseits bewegt sich Mion oft so langsam, dass in diffizileren Sequenzen unglaublich gutes Timing nötig ist. Andererseits wird die Steuerung nicht den Anforderungen gerecht: Weder die Touch-Variante noch die normalen Kontrollen bieten das später benötigte Maß an Präzision.“

“htoL#NiQ marches to its own rhythm, and ends up being two things at once: a fascinating work of minimalism, and a needlessly difficult ordeal best enjoyed only by the most masochistic of flagellants.”

„htoL#NiQ marschiert in seinem eigenen Takt und bietet letztlich zwei Dinge gleichermaßen: ein faszinierendes Werk des Minimalismus und eine unnötig schwere Tortur, die nur die masochistischsten Selbstgeißler genießen können.“

htoL#NiQ stieg in Japan mit 9.744 verkauften Kopien auf Platz 6 der Gesamtverkaufscharts für Computerspiele ein. 2016 kündigte Nippon Ichi Software mit A Rose in the Twilight einen ebenfalls von Masayuki Furuya entwickelten Nachfolger im Geiste an.